# Pamplona (Cagayan)
Pamplona is een gemeente in de Filipijnse provincie Cagayan op het eiland Luzon. Bij de laatste census in 2007 had de gemeente bijna 22 duizend inwoners.

## Geografie

### Bestuurlijke indeling
Pamplona is onderverdeeld in de volgende 18 barangays:
| - Abanqueruan - Allasitan - Bagu - Balingit - Bidduang - Cabaggan - Capalalian - Casitan - Centro | - Curva - Gattu - Masi - Nagattatan - Nagtupacan - San Juan - Santa Cruz - Tabba - Tupanna |

## Demografie
Pamplona had bij de census van 2007 een inwoneraantal van 21.889 mensen. Dit zijn 1.747 mensen (8,7%) meer dan bij de vorige census van 2000. De gemiddelde jaarlijkse groei komt daarmee uit op 1,15%, hetgeen lager is dan het landelijk jaarlijks gemiddelde over deze periode (2,04%). Vergeleken met de census van 1995 is het aantal mensen met 3.782 (20,9%) toegenomen.

De bevolkingsdichtheid van Pamplona was ten tijde van de laatste census, met 21.889 inwoners op 173,3 km², 104,5 mensen per km².